# Shuttle Mouse
Shuttle Mouse é o nome dado ao mouse/rato oficial da Sega para o seu console Sega Saturn, sendo muito semelhante a dispositivos utilizados em computadores pessoais. Em alguns jogos o uso deste periférico é opcional, enquanto em outros é obrigatório.
O Shuttle Mouse é composto por 4 botões, a saber: "A", "B", "C" e o "Start'. Ele foi lançado apenas no Japão.
Um lançamento europeu para o Shuttle Mouse chegou a ser planejado para o final de 1995, mas o projeto foi arquivado por razões desconhecidas - coberturas em revistas da época sugerem que o modelo seria preto, para coincidir com Sega Saturn europeu. Nos Estados Unidos, o mouse oficial do console foi o NetLink Mouse, que tinha basicamente as mesmas funções do Shuttle Mouse.

## Jogos Compatíveis
| - 3D Lemmings (NTSC-J version) - Ai Iijima: Good Island Cafe - Arthur to Astaroth no Nazomakaimura - Atlantis: The Lost Tales - Baldy Land - Body Special 264: Girls in Motion Puzzle Vol. 2 - Break Thru! - Can Can Bunny Extra - Can Can Bunny Premiere - Can Can Bunny Premiere 2 - Cat the Ripper: 13-ninme no Tanteishi - Chaos Control - Chaos Control Remix - Crypt Killer - Cyberia - Daisuki - Dark Seed - Shin Megami Tensei Devil Summoner: Akuma Zensho - Dezaemon 2 - Die Hard Trilogy - Digital Monster Ver. S Digimon Tamers - Digital Pinball: Last Gladiators - Digital Pinball: Necronomicon - Discworld (NTSC-J version) - Doom - Doukoku Soshite... - Doukyuusei if - Doukyuusei 2 - Eisei Meijin - Eisei Meijin II - étude prologue: Yureugoku Kokoro no Katachi - Farland Saga - Farland Story: Habou no Mai - Gakkou no Kaidan - Game no Tatsujin | - Game no Tatsujin 2 - Game no Tetsujin The Shanghai - Go III Professional Taikyoku Igo - Godzilla: Rettoushinkan - Gotha II: Tenkuu no Kishi - Jinzou Ningen Hakaider: Last Judgement - Hiyake no Omoide & Himekuri: Girls in Motion Puzzle Vol. 1 - Horror Tour - Iron Storm - Jewels of the Oracle - Kiss Yori... - Kouryuu Sangoku Engi - Logic Puzzle: Rainbow Town - Lulu: Un Conte Interactif de Romain Victor-Pujebet - Midway Presents Arcade's Greatest Hits: The Atari Collection 1 - My Best Friends: St. Andrew Jogakuin Hen - Myst - O-chan no Oekaki Logic - Ochige Designer Tsukutte pon! - Ojousama Tokkyuu - Okudera Yasuhiko: No Sekai Wo Mezase! Soccer Kids - Phantasm - Pia Carrot e Youkoso!! - Pia Carrot e Youkoso!! 2 - Planet Joker - Policenauts - Prisoner of Ice: Jashin Kourin - Quantum Gate I: Akumu no Joshou - Return to Zork - Revolution X: Music is the Weapon - Riven: The Sequel to Myst - Sakura Taisen - Sakura Taisen 2: Kimi, Shinitamou Koto Nakare | - Sakura Taisen Hanagumi Tsuushin - Sakura Taisen Jouki Radio Show - Sekai no Shasou kara I Swiss-hen: Alps Tozantetsudou no Tabi - Shanghai: Banri no Choujou - Shanghai: Great Moments - Shichuu Suimei Pitagraph - Simulation Zoo - Shouryuu Sangoku Engi - Takuramakan: Tonkou Denki - Tenka Seiha - Theme Park - The House of the Dead (NTSC-J version) - The Psychotron - Tokimeki Memorial: Forever With You - Tokimeki Memorial Drama Series Vol. 1: Nijiiro no Seishun - Tokimeki Memorial Drama Series Vol. 2: Irodori no Lovesong - Tokimeki Memorial Drama Series Vol. 3: Tabidachi no Uta - Tokimeki Memorial Selection Fujisaki Shiori - Virtuacall S - Virtua Cop - Virtua Cop 2 - Virus - Winning Post EX - Winning Post 2 - Winning Post 2: Program '96 - Winning Post 2: Final '97 - Winning Post 3 - Winning Post 3: Program '98 - Wizard's Harmony - Wizard's Harmony 2 - Worms - X Japan Virtual Shock 001 - Z |